# Сан-Карлос-Уотер
Сан-Карлос-Уотер (англ. San Carlos Water) — залив (фьорд) у западного побережья острова Восточный Фолкленд, открывающийся в Фолклендский пролив.

## Название
Несмотря на свое звучащее по-испански название, имеются значительные расхождения с употреблении этого названия в английском и испанском языке. Испанское «Estrecho de San Carlos» относится ко всему Фолклендскому проливу, который проходит между двумя основными островами Западный и Восточный Фолкленд.
Поселения из Сан-Карлос и Порт-Сан-Карлос, расположенные на побережье залива, а также река Сан-Карлос получили название корабля Сан-Карлос, который побывал здесь в 1768 году.

## Описание
Сан-Карлос-Уотер — похожий на фьорд залив, расположенный под углом 45° к Фолклендскому проливу, обычное место укрытия от непогоды в проливе (который сам закрыт от вод Южной Атлантики утесами на севере и островами на юге). Залив имеет 15 км в длину и на протяжении половины своей длины, составляет около 2 км в ширину. Дно плоское глубиной от 20 и 30 м; изобата 20 м лежит на удалении 200 м от берега. Высота прилива в Порт-Сан-Карлос варьируется между 0,9 и 1,6 м, а высота воды при отливе от 0,3 до 0,7 м от chart datum. Посёлок Сан-Карлос находится вблизи горловины залива.
В заливе находятся восемь официальных якорных стоянок.
Меньший по размерам и более мелководный Порт-Сан-Карлос находится в заливе к северу от Сан-Карлос-Уотер.

## Населённые пункты
- Бухта Аякс
- Кампу-Верди
- Сан-Карлос
- Порт-Сан-Карлос

## История
Залив Сан-Карлос-Уотер получил известность во время Фолклендской войны как «бомбовая аллея» во время битвы при Сан-Карлосе. Британский десант разгромил здесь аргентинские сухопутные войска, но британский флот понёс потери от налётов аргентинской авиации. В заливе осуществлялась важнейшая десантная операция во время британского вторжения на оккупированный Аргентиной остров Восточный Фолкленд.
Вместе с Грантем-Саунд это одна из предлагаемых конечных точек на Восточном Фолкленде для планируемого парома на Западный Фолкленд.

## Галерея

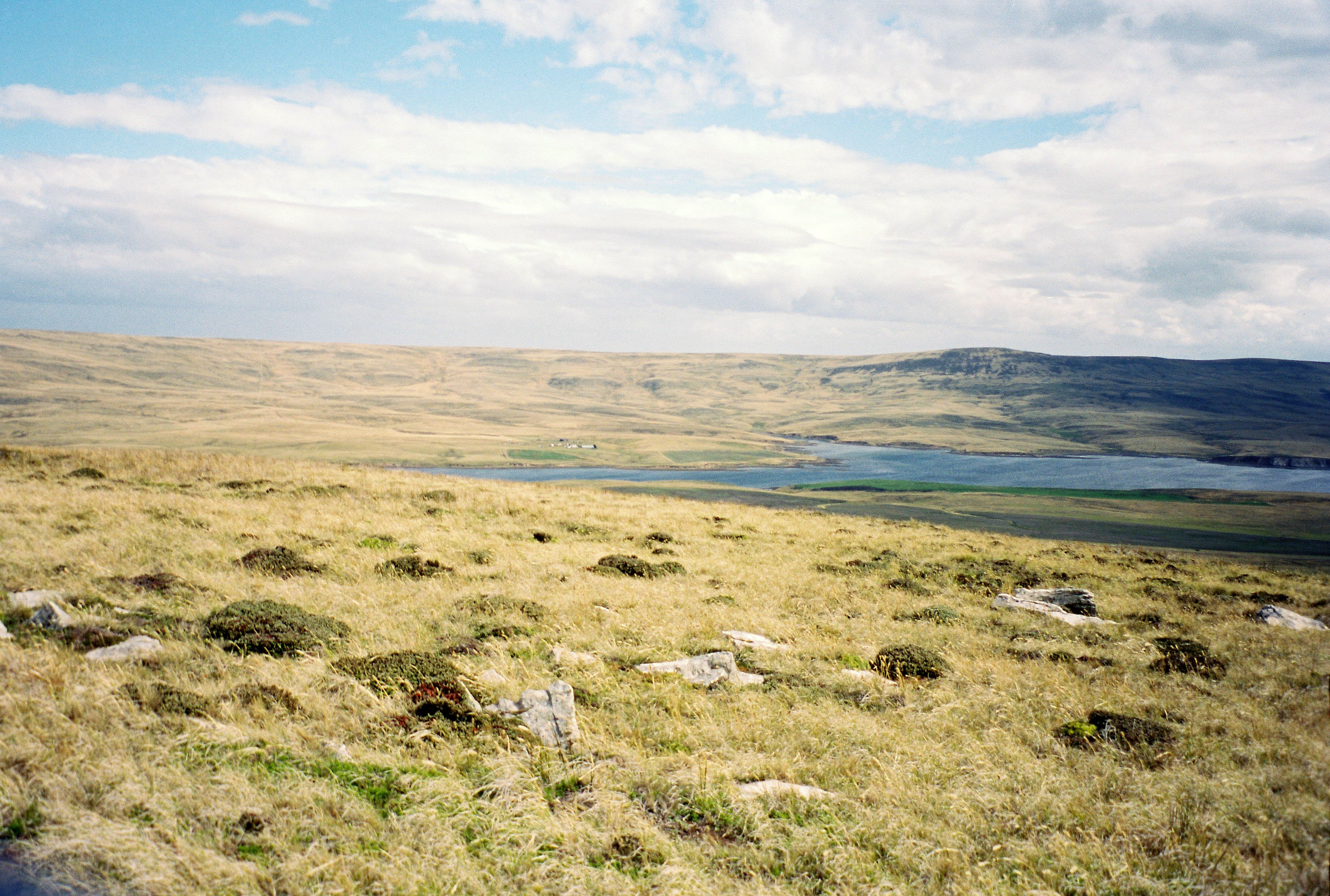
Место высадки британских десантников, «Голубой пляж», Сан-Карлос-Уотер
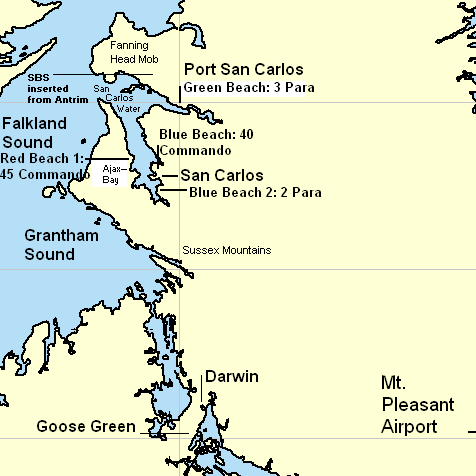
Сан-Карлос-Уотер и места высадки англичан в Фолклендской войне
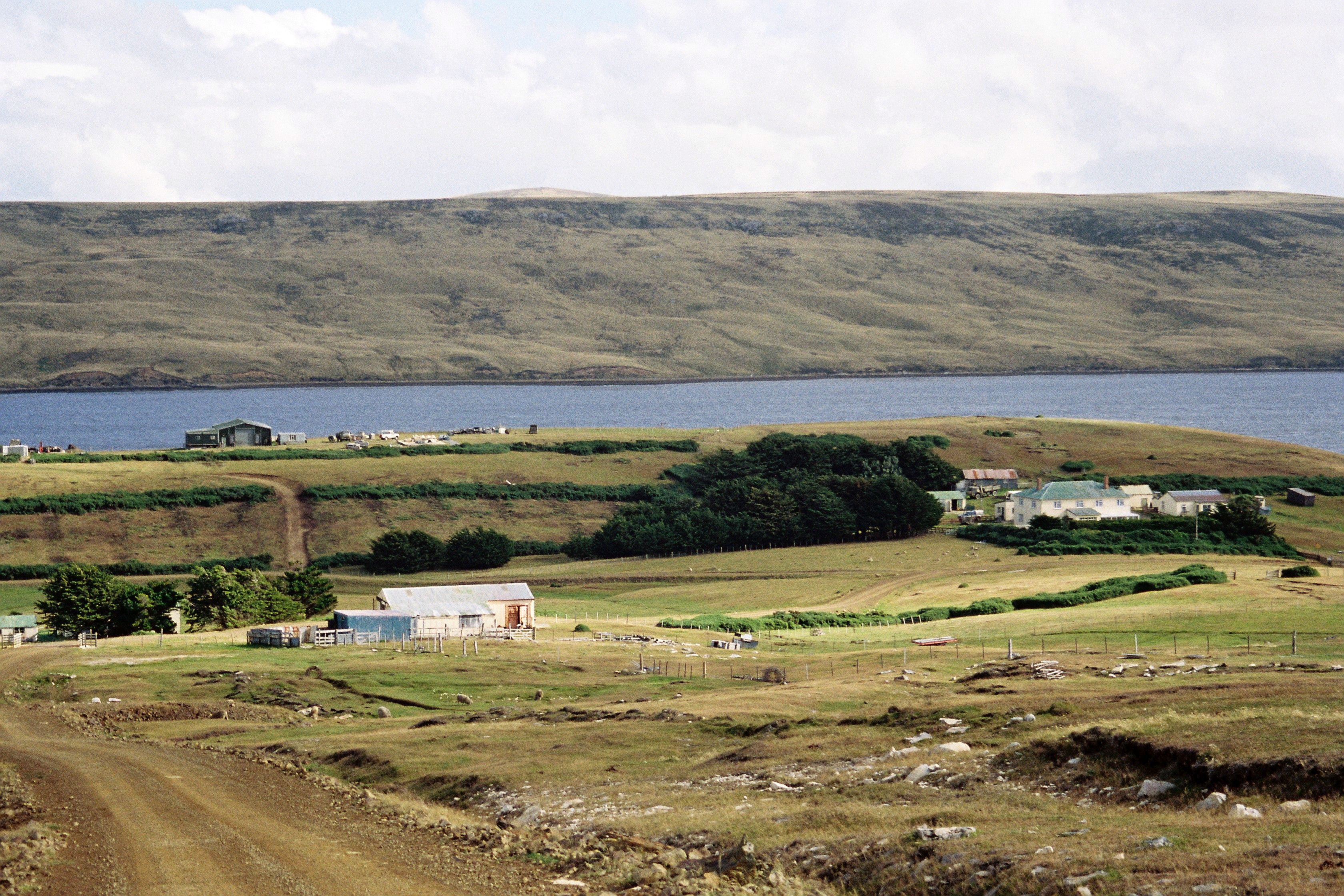
Порт-Сан-Карлос
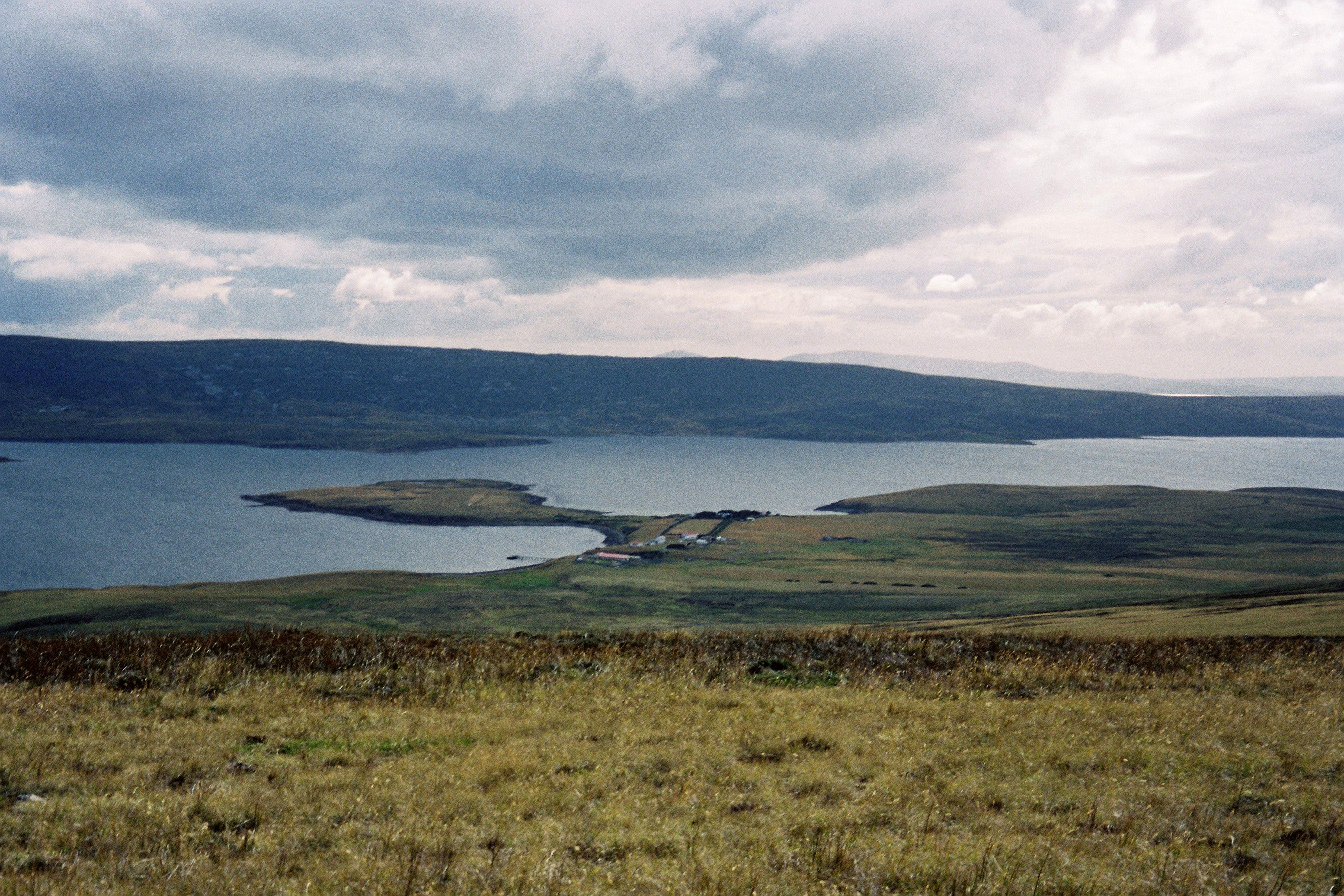
Посёлок Сан-Карлос
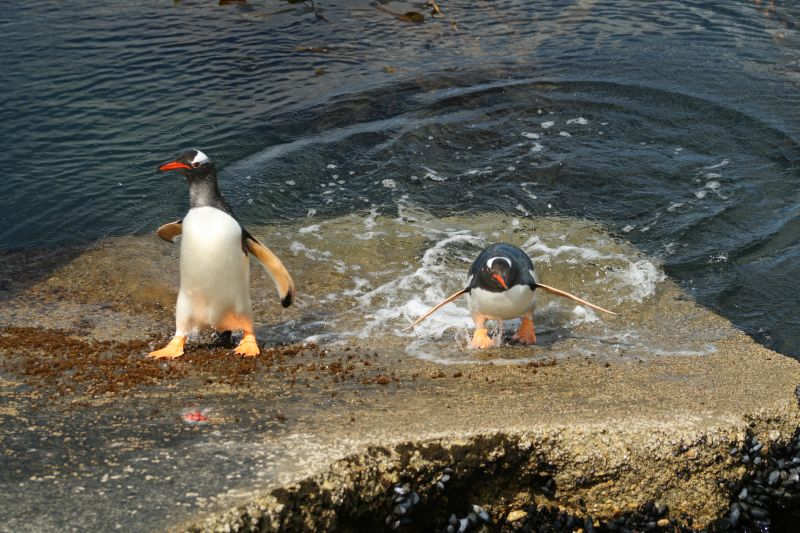
Пингвины генту, нынешние жители бухты Аякс
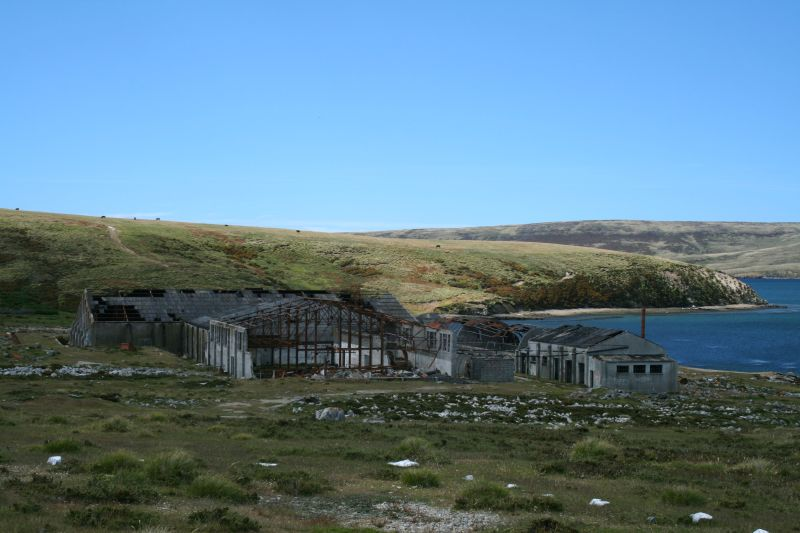
Разрушенный морозильный завод в бухте Аякс
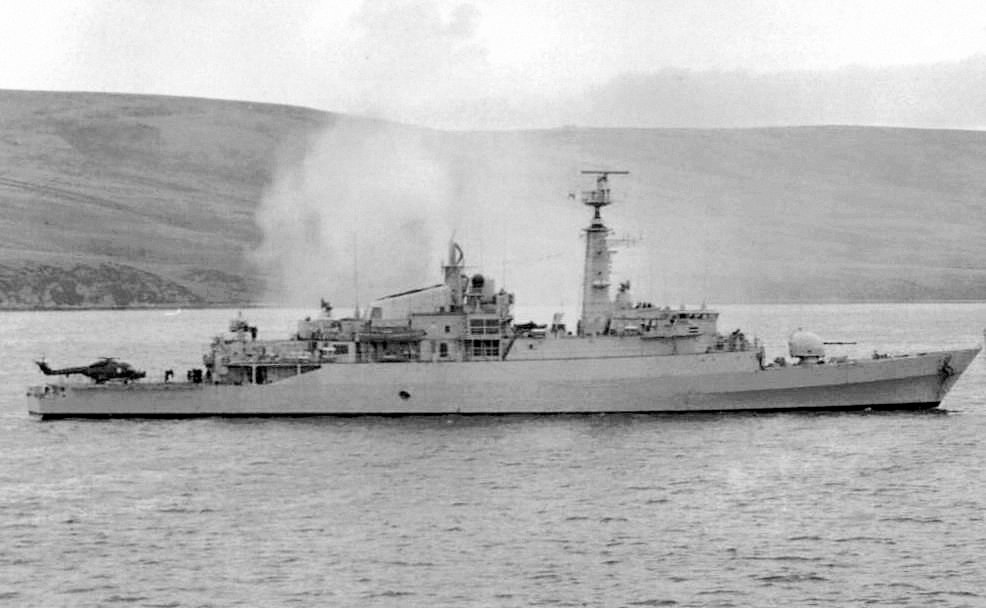
Фрегат Antelope в Сан-Карлос-Уотер 23 мая 1982 года